# Maison Turpin-Laval
Pour les articles homonymes, voir Laval et Turpin.
La Maison Turpin-Laval est une maison de la noblesse française.

## Membres
- Gui Turpin de Laval (vers 1390-?), seigneur de Gâvre, d'Orcheghem et Morhem, second époux d’Anne de Laval (chef de la Maison Turpin-Laval)
- François Turpin de Laval (1462-1503), baron de Châteaubriand et de Derval, seigneur de Gâvre, comte d'Orcheghem et Morhem, époux de Françoise de Rieux (fils de Gui Turpin de Laval)
- Pierre Turpin de Laval (?-1475), seigneur de Montafilant, fils du précédent
- Jacques Turpin de Laval (?-1502), seigneur de Beaumanoir (fils de Gui Turpin de Laval)